# Velha Goa
Velha Goa (em inglês: Old Goa; em hindi: गोआ वेल्या; em concani: Vhoddlem Goem/ व्हॉडळें गॉय),  é uma cidade histórica no estado indiano de Goa, no distrito de Goa Norte, na parte norte da taluca de Tisuadi (Tiswadi ou Ilhas de Goa).
Não deve ser confundida com Goa Velha a sul da Ilha de Tisuadi, na foz do Rio Zuari.
A cidade foi construída no Sultanato Bijapur no século XV, e serviu como capital do Estado da Índia a partir do século XVI até ao seu abandono no século XVIII. Também chamada de Cidade de Goa e apelidada de "Roma do Oriente", foi capital do e sede da Arquidiocese de Goa e Damão e do Patriarcado das Índias Orientais.
Em 1986 Velha Goa foi inscrita na lista de Património UNESCO.

## História
A cidade de Velha Goa foi fundada como porto de Govapuri (ou Gokapattana) pela dinastia Cadamba no século XI, nas margens do Zuari. Govapuri foi um dos principais portos do primeiro reino Cadamba e, posteriormente, do Reino de Bisnaga.
No século XV, uma série de guerras foram travadas entre os Sultanatos Decanos e Bisnaga pelo controle da região de Goa, tendo como resultado Govapuri ficando sob o controle do sultão Hidalcão, monarca do Sultanato de Bijapur. Govapuri foi devastada pelas guerras.
Além disso, o rio Zuari tinha começado a assorear, afastando-se do porto. Como resultado, os novos governantes da dinastia Adil Xá construíram um novo porto exatamente onde actualmente localiza-se a cidade de Velha Goa, ao norte, nas margens do rio Mandovi. Velha Goa, então, tornou-se a segunda capital do Sultanato de Bijapur. Neste período, a cidade era cercada por um fosso e continha um palácio, as mesquitas e os templos do xá.
A cidade foi capturada pelos portugueses em 1510. Estes, fizeram da cidade a capital da Índia Portuguesa, e apelidou-se antigo porto de Govapuri, mais ao sul, como "Goa Velha ".
Neste ínterim, no século XVI, a colónia portuguesa de Goa, e especialmente Velha Goa, foi o centro da cristianização do Oriente. A cidade tornou-se base evangelizada para todas as ordens religiosas católicas, uma vez que todas tinham ali a sua representação. A população era de aproximadamente 200.000 em 1543.
Epidemias de malária e cólera devastaram a cidade no século XVII e ela foi abandonada pela maioria da população, restando apenas 1.500 habitantes em 1775. Tal epidemia, inclusive, foi o estopim para que Portugal ordenasse a criação do primeiro curso superior de medicina fora da metrópole, o actual Colégio Médico de Goa (fundado em 1691), precursor do ensino superior nas colónias. A consequência deste período danoso, foi a transferência da residência do vice-rei da Índia Portuguesa, em 1759, para Pangim (à época ainda uma aldeia a cerca de 10 quilómetros a oeste).
Permaneceu, porém, como capital de jure das possessões portuguesas no subcontinente indiano até 1843, quando a capital foi criada a nova capital designada de Nova Goa.
Com o passar dos anos Velha Goa foi lentamente recuperando população e conseguiu manter certa influência graças as missões católicas, que permaneceram com base ali.
Em 1961 foi incorporada na Índia, juntamente com o resto de Goa.

## Geografia
Numa definição mais estrita, a cidade está situada inteiramente na ilha de Tisuadi, na margem sul do rio Mandovi, defronte a ilha Divar. Nesta definição, seu pequeno território limita-se entre o referido rio (ao norte) e a Rodovia Estadual 748 (ao sul), estendendo-se do leste, no canal de Cumbarjem (ou Cumbarjua), ao oeste, no rio Ourém. Numa definição mais ampla, além do núcleo centralizado da definição mais estreita, a cidade inclui as ilhas Divar, Capão, Chorão, Santo Estêvão e Cumbarjua - dada a ligação histórica dessas ilhas com o cristianismo -, além de Agaçaim, de Carambolim, das planícies salares de Curca e Talaulim, das planícies úmidas de Banastari-Dhado, do lago Batim e da antiga Govapuri (também chamada de Velha Goa), cruzando a parte oriental da ilha de Tisuadi de norte a sul, com Pangim ficando restrita a oeste.